# Phare d'Eggegrund
Le phare d'Eggegrund (en suédois : Eggegrunden fyr) est un feu  situé sur l'île de Bönan, appartenant à la commune de Gävle, dans le Comté de Gävleborg (Suède) 14 décembre 1978.

## Histoire
Eggegrund est une île de la baie de Gävle situé à environ 18 km à l'est du port de Gävle dans la province de Gästrikland. L'île est un village de pêcheurs qui est maintenant une réserve naturelle du Réseau Natura 2000 du nom de Eggegrund-Gråsjälsbådan . Une station d'observation des oiseaux du Muséum suédois d'histoire naturelle y est présente depuis 1986.
Le phare d'origine de 1838 était une lanterne sur la maison du gardien. Une tour séparée a été ajoutée en 1862. En 1890 une nouvelle station légère a été construite, avec une tour attenante à une nouvelle maison de gardien.
Le phare actuel, datant de 1932, est localisé sur le point le plus haut de l'île. Il a été entièrement automatisé en 1970. L'Administration maritime suédoise y a installé un radar et une antenne radioélectrique de 32 m. La maison de gardien de 2 étages et d'autres constructions de cette station sont toujours présentes. La maison du gardien est disponible pour la location de vacances.

## Description
Le phare  est une tour cylindrique de 26 mètres de haut, avec une double galerie et une lanterne. La tour est peinte en blanc sur sa moitié inférieure et noire sur sa partie supérieure. Il émet, à une hauteur focale de 29 mètres, quatre éclats blanc et rouge  selon différents secteurs toutes les 12 secondes. Sa portée nominale est de 14  milles nautiques (environ 26 km).
Identifiant : ARLHS : SWE-007 ; SV-1959 - Amirauté : C6172 - NGA : 10340 .

### Lien connexe
- Liste des phares de Suède